# Comune distrettuale di Trakai
Il comune distrettuale di Trakai è uno dei 60 comuni della Lituania, situato nella regione della Dzūkija.